# کارمی (قمر)
کارمی (‎/ˈkɑːrmiː/‎; یونانی: Κάρμη) یک قمر نامنظم از سیاره مشتری (سیاره) است که در رصدخانه کوه ویلسون در کالیفرنیا در ژوئیه ۱۹۳۸ کشف شد. نام آن از اسطوره یونانی کارمی گرفته شده‌است.

## External links
- Carme Profile by NASA's Solar System Exploration